# 瑞虹天地
瑞虹天地是位於中國上海市虹口區的一個商業綜合體。瑞虹天地由瑞安房地產開發。瑞虹天地可以分為星星堂、月亮灣、太陽宮、瑞虹坊四個區域。其中星星堂、月亮灣、瑞虹坊和太陽宮分別於2015年、2017年、2020年和2021年。2021年9月19日，商業設施瑞虹天地太阳宫开门迎客開業。